# Calverton Park
Calverton Park é uma aldeia localizada no estado americano do Missouri, no Condado de St. Louis.

## Demografia
Segundo o censo americano de 2000, a sua população era de 1322 habitantes.
Em 2006, foi estimada uma população de 1290, um decréscimo de 32 (-2.4%).

## Geografia
De acordo com o United States Census Bureau tem uma área de 1,1 km², dos quais 1,1 km² cobertos por terra e 0,0 km² cobertos por água.

## Localidades na vizinhança
O diagrama seguinte representa as localidades num raio de 4 km ao redor de Calverton Park.